# Marino Magliani
Marino Magliani (Dolcedo, 30 juli 1960) is een Italiaanse schrijver die al decennia in IJmuiden woont. 

## Biografie

### Schrijver van het landschap
Het duingebied rondom de wijk Zeewijk is, net als het kust- en berglandschap van zijn Ligurische geboortestreek, een belangrijke inspiratiebron van deze auteur. "De romans van Marino Magliani en Francesco Biamonti lijken geschreven door het landschap zelf", schreef Joyce Roodnat in NRC Handelsblad naar aanleiding van de verschijning van De vlucht van kolibrie in 2010 (Nederlandse vertaling van Quattro giorni per non morire). Grenzen en grensoverschrijdingen spelen een belangrijke rol in deze roman, maar ook in veel van zijn andere werk.

### Reizen
Voor hij zich in Nederland vestigde, maakte Magliani vele reizen door Spanje en Zuid-Amerika, vooral Argentinië. Het strand van de romantische honden, de tweede roman van  Magliani die in het Nederlands verscheen, speelt deels in Lloret de Mar aan de Costa Brava en deels in een klein stadje op de Argentijnse pampa. Magliani's meest succesvolle roman tot nu toe, Prima che te lo dicano altri, speelt grotendeels in Argentinië. Ook vertaalde Magliani veel Latijns-Amerikaanse auteurs in het Italiaans, onder wie Roberto Bolaño, Haroldo Conti en Roberto Arlt. 

### Amsterdam en IJmuiden
Samen met zijn Nederlandse vertaler Roland Fagel schreef Magliani een korte roman over Amsterdam op de fiets, Amsterdam è una farfalla. Beide treden daarin op als personage. Dit boek is niet vertaald in het Nederlands, evenmin als de beide boeken waarin het IJmuidense duinlandschap centraal staat: Il canale Bracco en Soggiorno a Zeewijk. 

### Istituto Italiano di Cultura
Voor het Italiaans Cultureel Instituut in Amsterdam heeft Marino een groot aantal bezoeken georganiseerd van Italiaanse schrijvers aan Nederland.

### Romans, verhalen, graphic novels, poëzie
Sinds zijn debuut in 2003 heeft Magliani een vijftiental romans en novellen gepubliceerd. Daarnaast verschenen van hem zes verhalenbundels en een poëziebundel. Ook schreef hij aan aantal scenario's voor graphic novels van tekenaar Marco D'Aponte (onder andere een verstripping van de roman Sostiene Pereira van Antonio Tabucchi).

### Prijzen
Het werk van Marino Magliani is bekroond met een aantal literaire prijzen, zoals de Premio Selezione Bancarella 2019 voor zijn roman Prima che te lo dicano altri en de Premio Frontiere - Biamonti, Pagine sulla Liguria (2010) voor zijn roman La tana degli Alberibelli.
Zijn nieuwste roman, Il cannocchiale del tenente Dumont, is een van de boeken die genomineerd is voor de Premio Strega 2022.

### Blogs en reeksen
Magliani werkt frequent mee aan een aantal literaire blogs, met name aan Nazione Indiana en is als adviseur voor literaire reeksen verbonden aan een aantal Italiaanse uitgevers. 

### Vertalingen
Werk van Magliani is ook vertaald in het Nederlands, het Spaans, het Duits het Engels en het Pools. 

## Werken

### In het Nederlands vertaalde boeken
- De vlucht van kolibrie (Serena Libri, 2010; Nederlandse vertaling van Quattro giorni per non morire).
- Het strand van de romantische honden (Prometheus Books, 2011; Nederlandse vertaling van La spiaggia dei cani romantici).

### In het Italiaans verschenen boeken (selectie)
- Quattro giorni per non morire (Sironi editore, 2006)
- Il collezionista di tempo (Sironi editore, 2007)
- Quella notte a Dolcedo (Longanesi, 2008)
- La tana degli Alberibelli (Longanesi, 2009)
- La spiaggia dei cani romantici (Instar libri, 2011)
- Amsterdam è una farfalla (Ediciclo, 2011)
- Soggiorno a Zeewijk (Amos, 2014)
- Il canale Bracco (Fusta editore, 2015)
- L'esilio dei moscerini danzanti giapponesi (Exòrma Edizioni, 2017)
- Prima che te lo dicano altri (Chiarelettere, 2018)
- Il cannocchiale del tenente Dumont (L'Orma, 2021)
- Peninsulario (Italo Svevo, 2022)
- Il bambino e le isole (66thand2nd, 2023)